# Muero por dentro
Muero por dentro (Dying Inside) es una novela de ciencia ficción de 1972 del escritor norteamericano Robert Silverberg. Fue nominada para el premio Nébula y el premio Hugo en 1972, obteniendo el premio Gigamesh de 1988.

## Trama
«En vida nos consumimos, al morir vivimos»
Muero por dentro de Robert Silverberg

La novela narra la historia de David Selig, un telépata que muere por dentro al ir perdiendo progresivamente su capacidad telepática. Éste nos cuenta desde que descubrió, en su infancia, su gran don o ese "monstruo" como el lo llama, nos dice cuantos problemas y sinsabores le ha causado, las aventuras que ha experimentado y como se siente morir al perder lo que fue alguna vez parte de su "miserable" vida. 

## Ediciones en español
- Silverberg, Robert (1987). Muero por dentro (Carlos Rodríguez, trad.). SuperFicción (104). Barcelona: Ediciones Martínez Roca. ISBN 978-84-270-1136-6.
- Silverberg, Robert (2001). Muero por dentro (Carlos Rodríguez, trad.). Solaris Ficción (18). Arganda del Rey: La Factoría de Ideas. ISBN 84-8421-443-5.